# UFC Fight Night: Moicano vs. Korean Zombie
UFC Fight Night: Moicano vs. Korean Zombie (conosciuto anche come UFC Fight Night 154 oppure UFC on ESPN+ 12) è stato un evento di arti marziali miste tenuto dalla Ultimate Fighting Championship il 22 giugno 2019 alla Bon Secours Wellness Arena di Greenville, negli Stati Uniti.

## Risultati
|                  | Divisione             |                       |                 |                     | Metodo                                  | Round           | Tempo           | Premio          |
| Card Principale  | Card Principale       | Card Principale       | Card Principale | Card Principale     | Card Principale                         | Card Principale | Card Principale | Card Principale |
| ---------------- | --------------------- | --------------------- | --------------- | ------------------- | --------------------------------------- | --------------- | --------------- | --------------- |
|                  | Pesi piuma            | Jung Chan-sung        | batte           | Renato Moicano      | KO tecnico (pugni)                      | 1               | 0:58            | POTN            |
|                  | Pesi welter           | Randy Brown           | batte           | Bryan Barberena     | KO tecnico (pugni)                      | 3               | 2:54            |                 |
|                  | Pesi gallo            | Andre Ewell           | batte           | Anderson dos Santos | Decisione unanime (29-28, 29-28, 29-27) | 3               | 5:00            |                 |
|                  | Pesi mosca femminili  | Andrea Lee            | batte           | Montana De La Rosa  | Decisione unanime (30-27, 30-27, 29-28) | 3               | 5:00            |                 |
|                  | Pesi medi             | Kevin Holland         | batte           | Alessio Di Chirico  | Decisione unanime (29-28, 29-28, 29-28) | 3               | 5:00            |                 |
| Card Preliminare |                       |                       |                 |                     |                                         |                 |                 |                 |
|                  | Pesi piuma            | Dan Ige               | batte           | Kevin Aguilar       | Decisione unanime (29-28, 29-28, 29-27) | 3               | 5:00            |                 |
|                  | Pesi paglia femminile | Ashley Yoder          | batte           | Syuri Kondo         | Decisione unanime (30-26, 30-25, 30-24) | 3               | 5:00            |                 |
|                  | Pesi leggeri          | Luis Peña             | batte           | Matt Wiman          | KO tecnico (pugni)                      | 3               | 1:14            |                 |
|                  | Pesi massimi          | Jairzinho Rozenstruik | batte           | Allen Crowder       | KO (pugni)                              | 1               | 0:09            | POTN            |
|                  | Pesi mosca femminile  | Molly McCann          | batte           | Ariane Lipski       | Decisione unanime (30-26, 30-25, 30-24) | 3               | 5:00            |                 |
|                  | Pesi medi             | Deron Winn            | batte           | Eric Spicely        | Decisione unanime (29-28, 29-28, 29-28) | 3               | 5:00            | FOTN            |

## Premi
I lottatori premiati ricevettero un bonus di 50.000 dollari.
Legenda:
- FOTN: Fight of the Night (vengono premiati entrambi gli atleti per il miglior incontro dell'evento)
- POTN: Performance of the Night (viene premiato il vincitore per la migliore performance dell'evento)